# The Honeydripper

Joe Liggins & His Honeydrippers - The Honeydripper

The Honeydripper ist ein Rhythm-&-Blues-Song aus dem Jahr 1945. Die Originalfassung von Joe Liggins war der erste Millionenseller in diesem Musikgenre.

## Entstehungsgeschichte
Joe Liggins arbeitete mit Sammy Franklin & His California Rhythm Rascals zusammen und ließ sich während der Auftritte von dem Traditional Shortnin‘ Bread inspirieren, aus dem er 1942 die Idee zum Titel The Honeydripper entwickelte. „Honeydripper“ ist der Slangausdruck für einen smarten, süßholzraspelnden (afroamerikanischen) Mann. Nachdem sein Bandleader Sammy Franklin die Übernahme dieses Titels abgelehnt hatte, gründete Liggins seine eigene Band unter dem Namen The Honeydrippers und erhielt im November 1944 beim ebenso kleinen wie kurzlebigen Plattenlabel Bronze Records die Gelegenheit, den Song aufzunehmen. Dem Label fehlten jedoch die Vertriebswege, um ihn überregional verbreiten zu können, sodass die Charts keine Notiz von ihm nahmen.
Aber Liggins spielte den Song unermüdlich bei seinen Auftritten. Einer dieser Auftritte wurde von Komponist und Produzent Leon René besucht, der Liggins im März 1945 unter Vertrag beim neugegründeten Label Exclusive Records nahm. Mit der Besetzung Joe Liggins (Gesang, Piano), Little Willie Jackson (Altsaxophon und Klarinette), James Jackson Jr. (Tenorsaxophon), Red Callender (Bass) und Earl Carter (Schlagzeug) wurde The Honeydripper in zwei Teilen am 20. April 1945 aufgenommen und erschien im April 1945 als A- und B-Seite unter dem Titel The Honeydripper Parts I & II (Exclusive #207).

## Erfolg
Nach hohen Verkaufszahlen und intensivem Airplay erreichte die Aufnahme bereits am 8. September 1945 die Topposition der Rhythm-&-Blues-Hitparade, wo sie für 18 Wochen blieb. Damit ist der Titel neben Choo Choo Ch’Boogie von Louis Jordan einer der beiden Songs, die bis heute am längsten an der Topposition der R&B-Charts gestanden haben. Er verkaufte sich mehr als zwei Millionen Mal. Auch der Crossover-Erfolg war mit Platz 13 in den Pop-Charts beachtlich.

## Coverversionen
Bereits am 9. August 1945 beeilte sich Jimmy Lunceford mit seinem Orchester, am Erfolg des Songs teilzuhaben, zumal das kleine Label Exclusive Records nicht imstande war, der enormen Nachfrage nachzukommen. Auf Decca #23451 erreichte Lunceford Rang 10 der Pop-Hitparade. Schon am 9. Oktober 1945 folgte Roosevelt Sykes (Bluebird #0737), der Platz 3 in den R&B-Charts erreichte. Am 13. November 1945 nahm Cab Calloway ein Cover auf, das den Eindruck hinterlässt, als ob The Honeydripper speziell für die Calloway-Band geschrieben worden sei. Calloway erreichte mit seiner Version im Februar 1946 ebenfalls den dritten Platz der R&B-Charts. Bull Moose Jackson brachte mit seiner Fassung vom August 1945 die erste Platte des neu gegründeten Labels Queen Records (Queen #4100) heraus, blieb jedoch angesichts der starken Konkurrenz anderer Versionen ohne Hitparadenerfolg. Im April 1982 konnte die britische Rock'n'Roll Band The Jets mit ihrer Version auf EMI #5289 Platz 58 der britischen Charts erreichen.